# (9872) Solf
(9872) Solf est un astéroïde de la ceinture principale.

## Description
(9872) Solf est un astéroïde de la ceinture principale. Il fut découvert le 27 février 1992 à Tautenburg par Freimut Börngen. Il présente une orbite caractérisée par un demi-grand axe de 2,37 UA, une excentricité de 0,09 et une inclinaison de 6,6° par rapport à l'écliptique.

## Compléments